# Балаклавські висоти

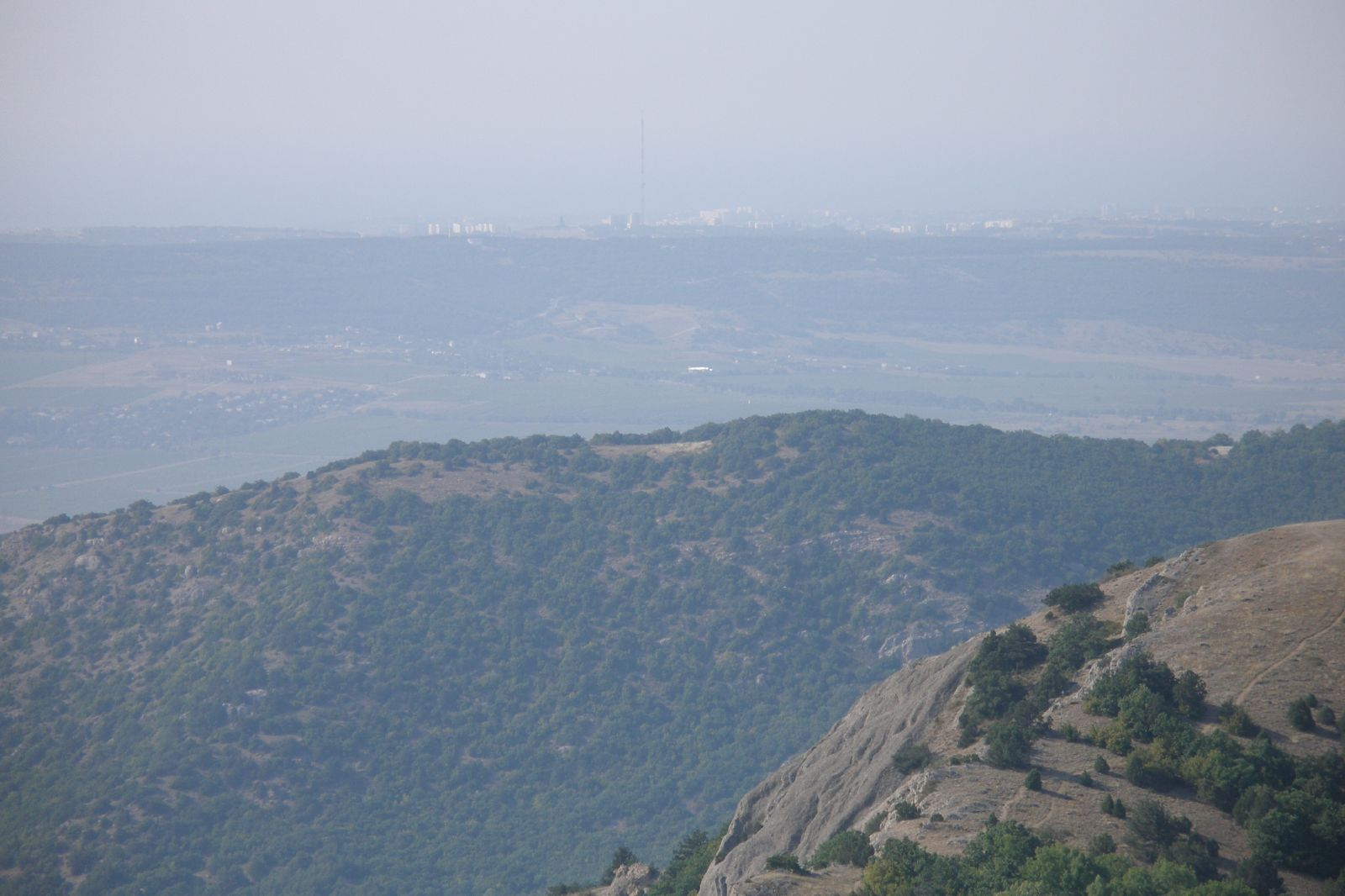

Балакла́вські висо́ти (крим. Balaqlava yükseklikleri) — група плосковершинних пагорбів на Головному пасмі Кримські гори.
Простягаються від мису Фіолент до скелі Ласпі.
Висота 200—300 м (макс. 316 м).
Складаються з вапняків перекритих пісковиками та глинами.
Поверхня еродована.
Родовища мармуровидних вапняків.